# Chronic Town
Chronic Town es el EP debut de la banda estadounidense de rock alternativo R.E.M., lanzado el 24 de agosto de 1982 por I.R.S. Records. Con cinco pistas, el EP fue grabado en el Drive-in Studio en Winston-Salem, Carolina del Norte, en octubre de 1981, dieciocho meses después de la formación de la banda. Su coproductor fue Mitch Easter, quien produjo el sencillo «Radio Free Europe» de la banda a principios de 1981.
La canción de apertura, «Wolves, Lower», se volvió a grabar en junio de 1982, dos meses antes del lanzamiento del EP.

## Trasfondo y grabación
Después del pequeño éxito del sencillo debut del grupo «Radio Free Europe» en 1981, R.E.M. El manager Jefferson Holt sintió que la banda estaba lista para grabar un lanzamiento más largo. Si bien sintió que no estaban listos para grabar un álbum completo, Holt pensó que un EP sería satisfactorio. Al principio, la banda no estaba segura de si grabarían con el productor Mitch Easter —que había producido «Radio Free Europe»—, pero Easter logró convencer a Holt y a la banda para que lo dejaran producirlo.
En octubre de 1981, R.E.M. pasó un fin de semana en Easter's Drive-In Studios grabando el EP. Easter era fanático de la banda electrónica Kraftwerk, lo que lo inspiró a probar varios experimentos sonoros mientras grababa. Easter incorporó bucles de cinta y grabó al cantante Michael Stipe cantando al aire libre. La banda estaba abierta a tal experimentación y usó las sesiones como una oportunidad para aprender a usar un estudio.
R.E.M. tenía la intención de lanzar el EP en un sello discográfico independiente propuesto llamado Dasht Hopes dirigido por Holt y su socio comercial David Healy. Sin embargo, la demostración de la banda llamó la atención de I.R.S. Records. El sello firmó con el grupo un contrato discográfico, sacando a la banda de sus contratos con Healy y Hib-Tone, el sello independiente que lanzó «Radio Free Europe». Los jefes de I.R.S., Jay Boberg y Miles Copeland III, sintieron que la lista de canciones propuesta se vio debilitada por la canción «Ages of You» y sintieron que «Wolves, Lower» era una mejor opción. Sin embargo, la pareja sintió que la versión original de la canción era demasiado rápida. La banda volvió a grabar «Wolves, Lower» con Easter en junio de 1982 en una sesión de grabación rápida.

## Embalaje
La portada del álbum muestra una gárgola azul con la lengua extendida.

## Las canciones
El EP se abre con 1.000.000, tema que aúna el contraste de un ritmo cortado con un de estribillo melódico. 
El tema que sigue, Stumble, se inicia con una tensión que nos recuerda a Wire, pero las guitarras de Peter Buck la descolocan, la llevan al terreno de los Byrds. Es la primera vez que R.E.M. dejan que su sonido se influencie por la banda de Roger McGuinn, y avanzan con este tema gran parte del camino por el que transcurrirá su debut largo. 
Wolwes, Lower, con letra llena de aliteraciones, es quizá el tema en el más llama la atención la integración de la voz de Stipe con los instrumentos de la banda. Sólo una buena compenetración del grupo podía crear un sonido de torbellino como el que tiene la canción que, a la vez, suena cristalino. 
Gardening At Night, con tintes de New Wave, contagiosa y para algunos críticos ejemplo de lo mejor del grupo, y Carnival of Sorts (Box Cars), de fascinante desarrollo, completan el primer paso del grupo en el que ya se puede percibir su idiosincrasia propia.

## Temas incluidos en el disco
1. 1,000,000
2. Stumble
3. Wolves, Lower
4. Gardening At Night
5. Carnival of Sorts (Boxcars)